# Peroxo-monokénsav
A peroxo-monokénsav vagy Caro-féle sav egy szervetlen vegyület, kén egyik oxosava. Peroxidkötést tartalmaz.  A képlete H2SO5. Színtelen, kristályos vegyület. Vízben oldható, de ha vízben oldják, elbomlik. Feloldódik alkoholban és éterben. Erős oxidálószer.

## Kémiai tulajdonságai
Már szobahőmérsékleten is könnyen bomlik. Erős sav, de csak az egyik hidrogénatomját képes protonként leadni. Vízben oldva már szobahőmérsékleten is bomlik, ekkor kénsav és hidrogén-peroxid keletkezik.
{\displaystyle \mathrm {H_{2}SO_{5}+H_{2}O\rightarrow H_{2}SO_{4}+H_{2}O_{2}} }
A sói vízben jól oldódnak, és nagyon bomlékonyak. Emiatt tisztán nem állíthatók elő.

## Előállítása
Peroxo-monokénsav keletkezik kloro-kénsavból hidrogén-peroxid hatására:
{\displaystyle \mathrm {ClSO_{2}OH+H_{2}O_{2}\rightarrow H_{2}SO_{5}+HCl} }
Kénsavból is előállítható hidrogén-peroxiddal:
{\displaystyle \mathrm {H_{2}SO_{4}+H_{2}O_{2}\rightarrow H_{2}SO_{5}+H_{2}O} }

## Felhasználása
Oxidálószerként alkalmazzák szintéziseknél. Tisztító- és fehérítőszerként is felhasználható. A sóit a műanyagiparban a polimerizáció iniciátoraként használják.

## Lásd még
- Peroxo-dikénsav
- A kén oxosavai